# 吳文明 (1931年)
吳文明（1931年7月8日—），越南共和國陸軍上校。

## 生平
1931年7月8日吳文明出生於朔莊。

### 軍事生涯
1951年10月25日入伍，軍籍編號51/121 328。
畢業於守德軍官學校。1958年4月至10月在美國新澤西州蒙茅斯堡接受高級指揮官課程，在科羅拉多州海軍兩棲學校接受戰術空中管制課程。
曾任第18師副師長，第3軍參謀長（1973年11月12日被武玉俊上校接替），首都軍區參謀長。
1975年4月30日越南共和國滅亡後，於6月15日被捕，被關押至1988年2月13日。

## 榮譽
- 三等保國勳章[1]
- 帶楊柳枝的英勇佩星[1]
- 美國銅星勳章[1]

## 個人生活
已婚，有一個孩子。